# Sunaura Taylor
Pour les articles homonymes, voir Taylor.
Sunaura Sunny Taylor (née le 21 mars 1982) est une peintre, écrivaine et activiste américaine œuvrant contre le capacitisme et pour les droits des animaux.

## Biographie
Sunaura Taylor est née à Tucson, en Arizona. Elle est née avec l'arthrogrypose et utilise un fauteuil roulant.
Dès l'âge de six ans, elle devient végétarienne et se soucie de la défense des animaux. Elle devient végane après avoir peint un tableau reproduisant l'intérieur d'un camion menant des poulets à l'abattoir.
Elle réside actuellement[évasif] à Oakland, en Californie, et a donné des cours à l'Université de Californie, Berkeley.
Taylor est également la sœur de la réalisatrice Astra Taylor (en), et est apparue dans son documentaire de 2008 Examined Life (en) aux côtés de la philosophe Judith Butler.

## Travail artistique et activisme
Les œuvres de Taylor ont été affichées dans le Smithsonian et dans d'autres galeries à travers les États-Unis.
Une partie de son travail porte sur les droits des animaux, question chère à Taylor qui est végane et en faveur de l'abolition de l'exploitation animale,,,.
Elle est active dans la Society for Disability Studies (en) et a participé à des marches pour les droits des personnes ayant un handicap,. Son travail sur le mouvement pour les droits des personnes handicapées est apparu dans le magazine marxiste Monthly Review, et son Self Portrait with TCE a été la première image en couleur jamais imprimée dans une rubrique au cours de la longue histoire de cette revue. Elle a été mis en vedette sur All Things Considered à la National Public Radio, et sur la télévision publique de Géorgie avec la série State of the Arts. Son travail a également été souvent présenté dans le Flagpole Magazine (en) dans sa ville natale, à Athènes, en Géorgie.
Taylor a fait valoir sa position contre les produits d'origine animale dans un article publié le 17 février 2009 et intitulé Is It Possible to Be a Conscientious Meat Eater?.

## Prix et distinctions
En 2004, elle a reçu le Grand Prix de l'organisation VSA pour les nouveaux artistes ayant un handicap.
En 2008, elle est récipiendaire du prix de la Joan Mitchell Foundation.

## Ouvrage
- Sunaura Taylor, Beasts of Burden: Animal and Disability Liberation, The New Press, 2017 (ISBN 978-1620971284) Traduit en français par Élisabeth Sancey et Cyrielle Ayakatsikas sous le titre Braves Bêtes: Animaux et handicapés, même combat ? aux Les Éditions du Portrait, 432p, 2019,  (ISBN 978-2371200197)